# Rosso di Persia

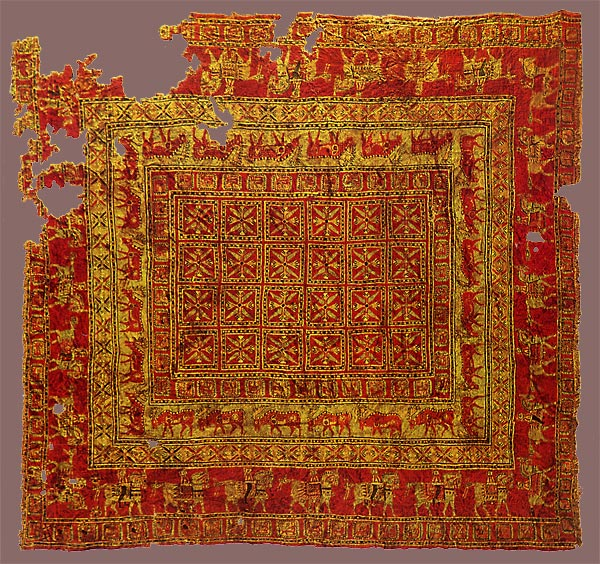

Rosso di Persia è una profonda tonalità di arancione tendente al rosso composto da un pigmento proveniente dal Golfo Persico (da cui il nome), composto di silicato di ferro e alluminio con magnesio. Viene anche chiamato vermiglione artificiale.
La prima volta che è stato usato il termine Rosso di Persia per indicare tale colore è stato nel 1897.

## Rosso di Persia nella storia
- Prima della caduta della monarchia iraniana nel 1979, esisteva una organizzazione chiamata il "Leone rosso e il sole", che era l'equivalente iraniano della Croce Rossa. In Iran, il simbolo dell'organizzazione era un leone e un sole color Rosso di Persia su sfondo bianco.